# Saxifraga hirculoides
Saxifraga hirculoides là một loài thực vật có hoa trong họ Saxifragaceae. Loài này được Decne. mô tả khoa học đầu tiên năm 1835.